# Гордана Павић
Гордана Павић (Даљ, 26. август 1948) српска је песникиња из Славоније. Школу за децу оштећеног вида „Вељко Рамадановић“ завршила је у Земуну. Од 1968. до 1991. живела је у Осијеку и радила на месту ТТ-манипуланта у осјечком „Водоводу“. Пише од раног детињства. Досад је објавила један роман, пет збирки поезије и једну књигу приповедака. Заступљена је и у заједничкој збирци песама Када бих имао кућу.
Сарадница је новосадског ПАН радија, Радио Борова, вуковарског Радио Дунава и ријечког дечјег часописа Бијела пчела те неколико звучних гласила за слепе и слабовидне особе: часописа Звучна ревија Савеза слепих Црне Горе, звучног часописа Одјек Савеза слепих Војводине и звучног часописа Наша ризница Савеза слепих Београда. Трипут је добила књижевну награду Јован Николић, коју јој је за поезију доделила Градска конференција Савеза слепих Београда 1990, 1992. и 1994. године.
Чланица је СКД „Просвјета“ — пододбора Борово, почасна је чланица Удружења жена Даљ, чланица је Удруге слијепих Осијек те Савеза слепих Војводине (Савеза слепих Сомбор).